# Giacomo Albanese
Giacomo Albanese (* 11. Juli 1890 in Geraci Siculo in Sizilien; † 8. Juni 1947 in São Paulo) war ein italienischer Mathematiker, der sich mit algebraischer Geometrie beschäftigte.

## Leben und Werk
Albanese ging in Palermo zur Schule und studierte ab 1909 Mathematik an der Scuola Normale Superiore in Pisa, unter anderem bei Eugenio Bertini, Ulisse Dini und Luigi Bianchi. Seine Dissertation von 1913 bei Bertini über „Stetige Systeme von Kurven auf algebraischen Flächen“ (Sistemi continui di curve sopra una superficie algebrica) gewann den Ulisse-Dini-Preis. Danach war er Assistent von Dini in Pisa und nach dessen Tod 1918 Assistent von Onatore Nicoletti (1872–1929), wobei er schon ab 1913 Vorlesungen hielt. 1917 bis 1918 war er im Ersten Weltkrieg einberufen. 1919 war er kurz Assistent von Francesco Severi in Padua, einem der führenden italienischen Vertreter der algebraischen Geometrie. 1920 wurde er nach einem Wettbewerb Professor für Analysis und Algebra an der Marineakademie von Livorno und 1925 Professor für Projektive und Darstellende Geometrie an der Universität von Catania, gefolgt von zwei Jahren in Palermo ab 1927, bevor er 1929 Professor für Geometrie in Pisa wurde. 1936 wurde er an die zwei Jahre zuvor gegründete Universität von São Paulo geschickt, wo er mit anderen Mathematikern aus Europa den Lehrbetrieb aufbauen sollte. Dort blieb er den Rest seiner Karriere, von einer kurzen Rückkehr nach Italien 1942 abgesehen. Nach dem Krieg war er dort Kollege von  Oscar Zariski (Gastprofessor in São Paulo 1945) und André Weil (1945 bis 1947 in São Paulo), der um diese Zeit eine Neubegründung der algebraischen Geometrie auf strengerer Grundlage unternahm. Von Weil stammt auch die Bezeichnung der Albanese-Varietät, einer Verallgemeinerung der Jacobi-Varietät einer algebraischen Kurve. Wie diese ordnet sie einer algebraischen Varietät eine abelsche Varietät zu.
In der algebraischen Geometrie beschäftigte er sich unter anderem mit der Auflösung von Singularitäten auf algebraischen Flächen, dem Geschlecht algebraischer Varietäten, rationale Äquivalenz von 0-Zyklen (Gruppen von Punkten) auf algebraischen Flächen und der Untersuchung von Kurven auf algebraischen Flächen.

## Werke
- Ciro Ciliberto, Paulo Ribenboim, Edoardo Sernesi (Hrsg.): Collected Papers of Giacomo Albanese, Queen´s Papers in Pure and Applied Mathematics 1996